# Gefilte Swing
Gefilte Swing est un groupe français de jazz et klezmer, originaire de Paris, actif entre 1999 et 2022. Formé par Alexandre Litwak, le groupe sort son troisième et dernier album, Klez N'Zazou, en 2019. 

## Histoire
En décembre 1999, le clarinettiste et saxophoniste Alexandre Litwak fondait le groupe Gefilte Swing avec une chanteuse, un tromboniste, une guitariste et un contrebassiste. Le nom du groupe est une référence à la carpe farcie, le gefilte fish, plat ashkénaze traditionnel, et à la musique du groupe qui consiste à « farcir » chansons juives d'Europe de l'Est et airs klezmer avec les musiques populaires américaines des années 1920 et 1930 : foxtrot, charleston et swing. Les musiciens étaient sans doute plus proches du swing et du jazz que des sonorités klezmer. Au fil du temps, le groupe a évolué avec un apprentissage plus méticuleux de la musique klezmer. 
Au cours des cinq premières années du groupe, de nombreux musiciens sont venus apporter leur contribution. Le groupe devenu sextet s'est étoffé et réunit un trompettiste, un accordéoniste, un tubiste et un batteur. Le son a évolué, passant du manouche à un esprit plus proche des orchestres klezmer et des petites formations swing des années 1930 avec des thèmes de la musique yiddisho-américaine des années 1920 à 1940, un soupçon de tango et toujours le swing. 
En 2006, le groupe publie Nouvelles recettes, le son d'aujourd’hui pour des musiques d'hier, un album de 15 titres, avec Muriel Hirschmann au chant, Laurent Vassort à la trompette, Alexandre Litwak à la clarinette et au saxophone alto, Philippe Zech à l’accordéon, Yann Quéméré au tuba et Laure Berthaume à la batterie.
En 2012 sort Yidl Mitn Swing, qui est « un voyage entre Odessa et New York à travers des chansons yiddish d'hier et d'aujourd'hui dans l'ambiance swingante de l'époque de la Prohibition,. »
L'album Klez N'Zazou, sorti au label Frémeaux & Associés, est accompagné d’un livret de 12 pages qui détaille l’origine de chacun des 14 morceaux et de leurs transformations. Ce disque est un hommage aux années 1930 et 1940 et la tendance zazou pendant l’occupation allemande. Les musiciens viennent de divers horizons, anciens et nouveaux membres du groupe, mélangeant les genres en racontant l'histoire de cette formation musicale. Des invités tels les chanteuses Judith Marx et Mélanie Gardyn ou le guitariste rock David Konopnicki prêtent leur concours à certains morceaux.
Le groupe donne son ultime concert le 14 mai 2022.

## Style musical
Le style musical du groupe est une fusion entre le swing yiddish (lancé dans les années 1930 en particulier par les Barry Sisters) et le jazz klezmer. L’influence de musiciens comme Naftule Brandwein, Dave Tarras, Sam Musiker et Benny Goodman est notable. 

## Membres
L’équipe initiale a été presque entièrement renouvelé, Alexandre Litwak, fut rejoint par la chanteuse Muriel Missirlou, le trompettiste Laurent Vassort, l'accordéoniste Wilfried Touati, le tubiste Pascal Fabry et le batteur Clément Moraux, ingénieur du son.
Alexandre Litwak n’est pas seulement clarinettiste et saxo alto à l’occasion, il est arrangeur en explorant l’histoire du jazz klezmer et plus généralement de métissages entre les sonorités musicales juives et la palette des musiques de jazz. Ses arrangements constituent une œuvre originale. Depuis 2020, il est président du Centre européen des musiques de jazz. 

## Discographie
- 2006 : Nouvelles recettes, le son d'aujourd’hui pour des musiques d'hier
- 2012 : Yidl Mitn Swing
- 2019 : Klez N'Zazou

### Presse écrite
- Remise du prix Francine et Antoine Bernheim par Paula Haddad, Tribune juive, 2008.
- Célébrer la création par Sandrine Szwarc, Actualité juive, 31 janvier 2008.
- Art, Culture et Sciences à l’honneur par Claude Hampel, Cahiers Bernard-Lazare, 27 février 2008.
- Concert des Gefilte Swing à l’espace Rachi, Actualité juive, 31 janvier 2013.
- Métissage musical de Fleur Kuhn-Kennedy, L’Intermède, rubrique e choix de la rédaction, septembre 2019[11].
- Gefilte Swing is a French Swing and Klezmer Outfit, Pipeline Instrumental Review, hiver 2019.

### Entretiens radiophoniques
- Mayses un Melodies, Judaïques FM, interview d’Ariel Tsion (26 janvier 2007).
- Unzer Magazine, Judaïques FM, interview d’Ariel Tsion (10 juillet 2010).
- Musiques juives d’hier et d’aujourd’hui, Judaïques FM, interview d’Hervé Roten (15 mars 2011).
- Les invités de Lise Gutman, Judaïques FM, (19 juin 2012).
- Latkes und Fiddlers, Radio XP, interview de Jean-Gabriel Davies (22 juillet 2012).
- Musiques Klezmer, Radio Judaïca Lyon, d’Edmond Ghrenassia présente Gefilte Swing (24 septembre 2012).
- Mayses un Melodies, Judaïques FM, interview d’Ariel Tsion (15 janvier 2013).
- Jazzbox, Aligre FM, Interview par Jacques Thévenet – Jean-Marc Gélin, (28 septembre 2019)[12].
- Les Cinglés du Shtetl, Radio Yiddish Pour Tous, interview d’Alexis Kune (novembre 2019)[13].
- Les invités de Lise Gutman, Judaïque FM (12 juin 2019)[14].
- Ot Azoy, RCJ, Interview par Lise Gutman, (10 octobre 2019).